# مونخ‌خان
شهرستان مونخ‌خان (به مغولی: Мөнххаан сум، [Mönxxaan sum]؛ ᠮᠥᠩᠬᠡ ᠬᠠᠭᠠᠨ ᠰᠤᠮᠤ، [möŋke qaɣan sumu]) یک شهرستان (سُوم) در مغولستان است که در استان سوخ‌باتور واقع شده‌است.

## تقسیمات اداری
شهرستان مونخ‌خان متشکل از ۵ قصبه (باغ) می‌باشد، شامل:
- بایاسغالانت (مغولی: Баясгалант баг، [Bajasgalant bag]؛ ᠪᠠᠶᠠᠰᠬᠤᠯᠠᠩᠲᠤ ᠪᠠᠭ، [bajasqulaŋtu baɣ])
- بایان‌اُول (مغولی: Баян-Уул баг، [Bajan-Uul bag]؛ ᠪᠠᠶ᠋ᠠᠨ ᠲᠦ᠋ᠮᠡᠨ ᠪᠠᠭ، [bayan aɣula baɣ])
- بایان‌تِرِم (مغولی: Баянтэрэм баг، [Bajanterem bag]؛ ᠪᠠᠶ᠋ᠠᠨ ᠲᠡᠷᠡᠮ᠎ᠡ ᠪᠠᠭ، [bayan terem-e baɣ])
- بایان‌چاغان (مغولی: Баянцагаан баг، [Bajancagaan bag]؛ ᠪᠠᠶ᠋ᠠᠨ ᠴᠠᠭᠠᠨ ᠪᠠᠭ، [bayan čayan baɣ])
- بورِن‌چوغت (مغولی: Бүрэнцогт баг، [Bürencogt bag]؛ ᠪᠦᠷᠢᠨ ᠴᠣᠭᠲᠤ ᠪᠠᠭ، [bürin čoɣtu baɣ])